# Municipalità locale di uMdoni
uMdoni è una municipalità locale (in inglese uMdoni Local Municipality) appartenente alla municipalità distrettuale di Ugu della provincia di KwaZulu-Natal in Sudafrica. 
In base al censimento del 2001 la sua popolazione è di 62.292 abitanti.
La sede amministrativa e legislativa è la città di Scottburgh e il suo territorio si estende su una superficie di 238 km² ed è suddiviso in nove circoscrizioni elettorali (wards). Il suo codice di distretto è KZN212.

## Geografia fisica

### Confini
La municipalità locale di uMdoni confina a nord e a ovest con quella di Vulamehlo, a nord con il municipio metropolitano di Ethekwini, a est con l'Oceano Indiano e a sud e a ovest con quella di Umzumbe.

### Città e comuni
- Bazley Beach
- Cele
- Elysium
- Emalangeni
- Ezembeni
- Ifafa Beach
- Ifafa Marina
- Kelso
- Mtwalume
- Park Rynie
- Pennington
- Renishaw
- Scottburgh
- Sezela
- Umdoni
- Umzinto

### Fiumi
- Fafa
- Mpambanyoni
- Mtwalume
- Mgeni
- Mzinto

### Dighe
- Sezela Dam